# شروین واین
شروین تئودور واین (انگلیسی: Sherwin Theodore Wine؛ ۲۵ ژانویه ۱۹۲۸ – ۲۱ ژوئیه ۲۰۰۷ (۷۹ سال)) خاخام آمریکایی و یکی از بنیان‌گذاران یهودیت اومانیستی بود، جنبشی که بر فرهنگ و تاریخ یهود به‌عنوان منبع هویت یهودی به جای اعتقاد به هر خدایی تأکید می‌کند. او در ابتدا به‌عنوان خاخام اصلاح طلب فعالیت کرد، و بعدتر معبد بیرمنگام، اولین جماعت یهودیت اومانیستی را در سال ۱۹۶۳ تأسیس کرد.